# MARETU
MARETU, також відомий як Gokuaku-P (яп. 極悪P, «EvilP») — японський музикант, Vocaloid продюсер та автор пісень. Він почав випускати музику Vocaloid у 2011 році, а Real Sound описав його як одного з репрезентативних Vocaloid продюсерів з 2017 року.

## Творчість
Музичний стиль MARETU поєднує важкий метал, чиптюн і техно-поп, він широко використовує барабанні патерни та фригійський лад у своїх музичних композиціях. Ще однією особливістю його пісень є використання традиційних японських музичних елементів. Наприклад, він включив сямісен і какеґое в B-мелодію SIU, застосувавши фригійський лад 
Музичні відеокліпи MARETU часто містять хмари слів, а тексти пісень зазвичай розповідають історію, пов’язану з темою. Кобаші Тайкі з KAI-YOU описав його тексти як «темні та важкі для розуміння» . У своїх роботах MARETU завжди створює неприємну атмосферу через дисонанс, звукові ефекти із глибоким змістом і болючі зітхання .

## Особисте життя
У MARETU діагностовано аутизм, розлад дефіциту уваги та гіперактивності і депресію легкого та середнього ступеня . У 2018 році він зізнався у зраді своїй колишній дівчині та подав на неї до суду за наклеп, оскільки вона стверджувала, що він зраджував їй з особою, яка не досягла віку згоди в Японії.

## Дискографія

### Coin Locker Baby
Coin Locker Baby (яп. コインロッカーベイビー) — перший альбом MARETU, випущений 2 березня 2016 року.
| Дата випуску       | Назва                                                     | Номер | URL     |
| ------------------ | --------------------------------------------------------- | ----- | ------- |
| 2 березня 2016 р.  | Saishuubi (最終日)                                        | 1     | YouTube |
| 2 лютого 2013 р.   | Coin Locker Baby (コインロッカーベイビー)                 | 2     | YouTube |
| 2 березня 2016 р.  | Kawaki (渇き)                                             | 3     | YouTube |
| 11 грудня 2015 р.  | Suji (スヂ)                                               | 4     | YouTube |
| 2 березня 2016 р.  | Sanjou (惨場)                                             | 5     | YouTube |
| 27 грудня 2013 р.  | Shoujo Keshigomu (少女ケシゴム)                           | 6     | YouTube |
| 20 серпня 2015 р.  | Scrumize (スクラマイズ)                                   | 7     | YouTube |
| 17 вересня 2015 р. | Born before (うまれるまえは)                              | 8     | YouTube |
| 9 січня 2015 р.    | Packet Hero (パケットヒーロー)                            | 9     | YouTube |
| 2 березня 2016 р.  | Sakuran (錯乱)                                            | 10    | YouTube |
| 30 жовтня 2015 р.  | Miseenen (ミセエネン)                                     | 11    | YouTube |
| 2 травня 2015 р.   | Umitagari (うみたがり)                                    | 12    | YouTube |
| 29 травня 2015 р.  | Mind Brand (マインドブランド)                             | 13    | YouTube |
| 2 березня 2016 р.  | Brain Revolution Girl 2016 ver. (脳内革命ガール2016 Ver.) | 14    | YouTube |
| 2 березня 2016 р.  | Rational Time (ラショナルタイム)                          | 15    | YouTube |

### FRIED EYE
FRIED EYE (яп. フライドアイ) – це другий альбом Maretu, випущений 21 грудня 2018 року. Альбом повністю інструментальний.
| Дата випуску      | Назва                                 | Номер | URL     |
| ----------------- | ------------------------------------- | ----- | ------- |
| 21 грудня 2018 р. | Crawl (這徊)                          | 1     | YouTube |
| 21 грудня 2018 р. | EYE HAVE YOU (アイハブユー)           | 2     | YouTube |
| 21 грудня 2018 р. | Prankish Tom (いたずらトムくん)       | 3     | YouTube |
| 21 грудня 2018 р. | These hands (コノテニ)                | 4     | YouTube |
| 21 грудня 2018 р. | The melancholy of Bach (バッハの憂鬱) | 5     | YouTube |
| 21 грудня 2018 р. | Heavy Metal Hazard (鉄鐘楼)           | 6     | YouTube |
| 21 грудня 2018 р. | Electrical Detonator (電気雷管)       | 7     | YouTube |
| 21 грудня 2018 р. | Also Sprach F# (F#は斯く語りき)       | 8     | YouTube |
| 21 грудня 2018 р. | CORN                                  | 9     | YouTube |
| 21 грудня 2018 р. | THESE EYES (コノメニ)                 | 10    | YouTube |
| 21 грудня 2018 р. | Parametric (媒介変数)                 | 11    | YouTube |
| 21 грудня 2018 р. | Wyvern ammo (竜撃弾)                  | 12    | YouTube |
| 21 грудня 2018 р. | Fried eye (フライドアイ)              | 13    | YouTube |

### SIU
SIU (яп. しう) – третій альбом MARETU, випущений 17 листопада 2019 року.
| Дата випуску         | Назва                             | Номер в альбомі | URL     |
| -------------------- | --------------------------------- | --------------- | ------- |
| 17 листопада 2019 р. | Magical Doctor (マジカルドクター) | 1               | YouTube |
| 27 травня 2016 р.    | Maegamist (マエガミスト)          | 2               | YouTube |
| 8 квітня 2017 р.     | I'm High (アイムハイ)             | 3               | YouTube |
| 30 червня 2017 р.    | White Happy (ホワイトハッピー)    | 4               | YouTube |
| 25 серпня 2017 р.    | Uminaoshi (うみなおし)            | 5               | YouTube |
| 29 вересня 2017 р.   | Darling (ダーリン)                | 6               | YouTube |
| 1 січня 2018 р.      | Toutetsu (トウテツ)               | 7               | YouTube |
| 16 березня 2018 р.   | Koukatsu (コウカツ)               | 8               | YouTube |
| 11 листопада 2018 р. | Tool (トゥール)                   | 9               | YouTube |
| 24 серпня 2019 р.    | Gokiburi no Aji (ゴキブリの味)    | 10              | YouTube |
| 9 листопада 2019 р.  | SIU (しう)                        | 11              | YouTube |

### Сингли
| Дата випуску         | Назва                                                        | Позиції в чарті                                |
| Дата випуску         | Назва                                                        | Billboard Japan Niconico Vocaloid Songs Top 20 |
| -------------------- | ------------------------------------------------------------ | ---------------------------------------------- |
| 18 січня 2011 р.     | Refreshing Weather Cruelty ver (廻天爽快 残虐ver)            | Н/Д                                            |
| 19 січня 2011 р.     | Forced Obedience (強制隷従)                                  | Н/Д                                            |
| 24 лютого 2011 р.    | ♂♀ (♂♀♂♂♀♂♀)                                                 | Н/Д                                            |
| 3 березня 2011 р.    | Fat people should loose weight lol (デブは痩せろwww)         | Н/Д                                            |
| 6 березня 2011 р.    | I'm a Part-timer lol (あたしバイト！！ww)                    | Н/Д                                            |
| 8 березня 2011 р.    | Childish adult (コドモなオトナ。)                            | Н/Д                                            |
| 11 березня 2011 р.   | My boyfriend died (彼氏が死んじゃった。)                     | Н/Д                                            |
| 19 березня 2011 р.   | I'm a NEET lol (あたしニート！！www)                         | Н/Д                                            |
| 4 квітня 2011 р.     | Try to Say the P Names! (P 名 言 っ て み ろ ！)             | Н/Д                                            |
| 10 квітня 2011 р.    | Try to Say Akibawota-P (アキバヲタP言ってみろ)               | Н/Д                                            |
| 13 квітня 2011 р.    | Try to Say the P Names! Full Version (P名言ってみろ！完全版) | Н/Д                                            |
| 13 березня 2011 р.   | Try to Say the Family Names! (姓 名 言 っ て み ろ ！)       | Н/Д                                            |
| 23 травня 2011 р.    | Teretterettee (てれってれってー)                             | Н/Д                                            |
| 3 червня 2011 р.     | Give me wings (翼をください)                                 | Н/Д                                            |
| 10 червня 2011 р.    | 24KEYs                                                       | Н/Д                                            |
| 18 червня 2011 р.    | Anti-VOCALOID (アンチボーカロイド)                           | Н/Д                                            |
| 14 серпня 2011 р.    | Inori (いのり)                                               | Н/Д                                            |
| 7 вересня 2011 р.    | Let's say the schools names (校 名 言 っ て み ろ ！)        | Н/Д                                            |
| 10 лютого 2012 р.    | Road Roller (ロードローラー)                                 | Н/Д                                            |
| 23 січня 2013 р.     | Tehamint (テーハミント)                                      | Н/Д                                            |
| 20 вересня 2013 р.   | Brain Revolution Girl! (脳内革命ガール)                      | Н/Д                                            |
| 27 грудня 2016 р.    | Dokuhaku (ドクハク)                                          | Н/Д                                            |
| 8 травня 2018 р.     | Yumesusabi (ゆめすさび)                                      | Н/Д                                            |
| 26 вересня 2019 р.   | Yamitsuki (ヤミツキ)                                         | Н/Д                                            |
| 21 травня 2021 р.    | Namida (ナミダ)                                              | Н/Д                                            |
| 25 липня 2021 р.     | Pink (ぴんく)                                                | Н/Д                                            |
| 27 грудня 2021 р.    | New Darling (ニューダーリン)                                 | Н/Д                                            |
| 28 липня 2023 р.     | Aishite ita no ni (あいしていたのに)                         | Н/Д                                            |
| 1 листопада 2023 р.  | Bakushoku Outo Everyday (爆食嘔吐Everyday)                   | Н/Д                                            |
| 10 листопада 2023 р. | Angel 92 (エンゼル92)                                        | 4                                              |
| 16 лютого 2024 р.    | Inochi no Odori (いのちのおどり)                             | Н/Д                                            |
| 23 березня 2024 р.   | Binomi (ビノミ)                                              | 8                                              |
| 3 травня 2024 р.     | Iya Iya yo (イヤイヤヨ)                                      | 10                                             |
| 27 грудня 2024 р.    | Nyan (ニャン)                                                | 10                                             |

### Кавери/ремікси
| Дата випуску       | Назва                                                                   | Оригінал               |
| ------------------ | ----------------------------------------------------------------------- | ---------------------- |
| 25 січня 2011 р.   | Set to Fail (せっと・とぅ・ふぇいる)                                    | Lamb of God            |
| 4 лютого 2011 р.   | Motto Hageshiku Furefure (もっと激しくふれふれ)                         | Karimono               |
| 9 лютого 2011 р.   | Zetsu (ミクにガゼットを歌わせてみた)                                    | The GazettE            |
| 21 березня 2011 р. | Compensated dating (援助交際)                                           | OkameP                 |
| 21 березня 2011 р. | Desire_for...                                                           | バスドラ連打P          |
| 26 березня 2011 р. | Saisei (再生)                                                           | Utsu-P                 |
| 28 березня 2011 р. | World's end Tansuhall (ワールズエンド・タンスホール)                    | wowaka                 |
| 19 червня 2011р.   | Bat Country                                                             | Avenged Sevenfold      |
| 26 червня 2011 р.  | I Covered 8 Divine Songs Togethere (神曲８曲まとめてカバーしてみた)     | Various                |
| 12 серпня 2011 р.  | Get home, Take a shower, Eat spahgetti (カエッテ シャワッテ スッパゲレ) | KIT                    |
| 27 квітня 2012 р.  | ROCKET DIVE                                                             | Hide                   |
| 6 січня 2017 р.    | DISSAPPEARENCE ADICTION (イナイイナイ依存症)                            | Kairiki Bear           |
| 19 січня 2017 р.   | Dokuhaku (ドクハク)                                                     | Maretu (власний кавер) |
| 26 квітня 2017 р.  | Everything is an Illusion (すべてはまぼろし)                            | ポッジーニ             |
| 13 січня 2018 р.   | Saien (再演)                                                            | 蛸背あかり             |
| 28 квітня 2018 р.  | FAKE FAKE PSYCHOTROPIC -XIV- (マネマネサイコトロピック -XIV-)           | Kairiki Bear           |
| 19 серпня 2019 р.  | Failure Girl (失敗作少女)                                               | Kairiki Bear           |
| 15 січня 2020 р.   | Venom (ベノム)                                                          | Kairiki Bear           |
| 26 червня 2021 р.  | Angel (アンヘル)                                                        | Kairiki Bear           |